# Trigonidium kundui
Trigonidium kundui is een rechtvleugelig insect uit de familie krekels (Gryllidae). De wetenschappelijke naam van deze soort is voor het eerst geldig gepubliceerd in 1971 door Bhowmik.